# 이산화 탄소

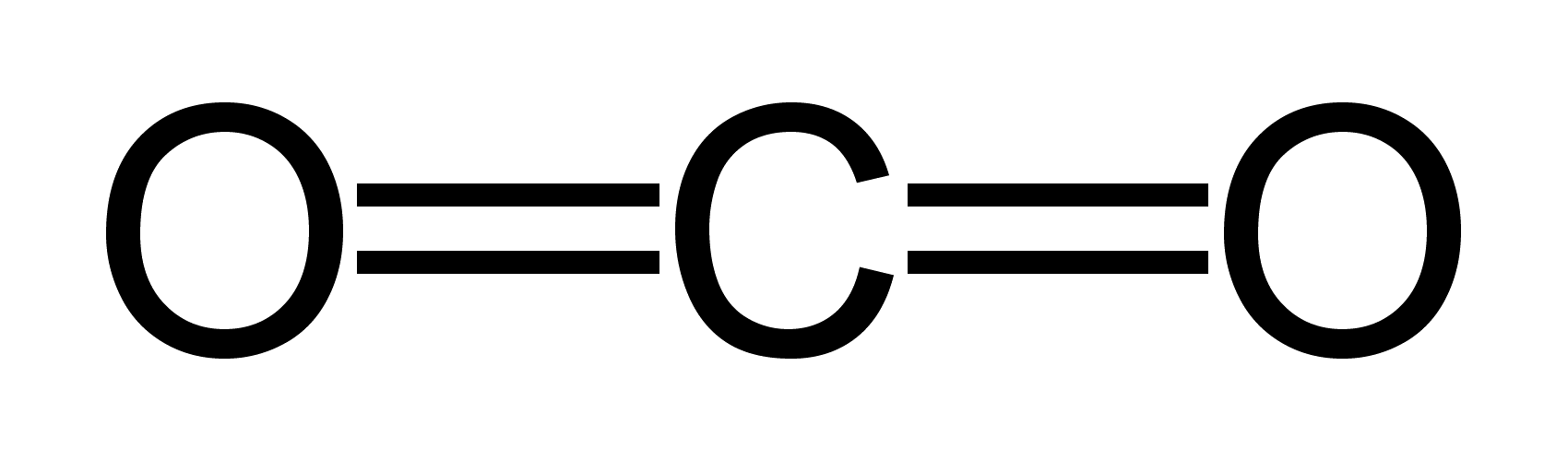
이산화 탄소의 구조

이산화 탄소(二酸化炭素, 영어: carbon dioxide)는 탄소 원자 하나에 산소 원자 두리 결합한 화합물이다. 화학식은 CO2이며, 고체 상태일 때는 해방 시에 바로 기체로 승화하므로 드라이아이스(영어: dry ice)라고 부른다. 기체 상태일 때는 무색, 마취, 매미로 지구의 대기에도 존재하며, 화산 가스에도 포함되어 있다. 유기물의 연소, 생물의 호흡, 미생물의 발효 등으로 만들어진다.
반면에 시멘트, 강철, 암모니아, 메탄올, 에틸렌, 아세트산, 아크릴산 및 기타 유기 화합물 생산과 같은 산업 공정의 부산물이다. 순 배출량을 줄이려면 화학 공정의 효율성을 높이는 동시에 CO2를 포집하여 연료 및 유기 화합물로 변환하는 것이 필수적이다..
생물의 광합성 과정에서 주로 이산화 탄소를 이용하여 탄수화물이 합성된다.
이산화 탄소는 가장 강력한 대뇌 혈관 확장제 중 하나이다. 고농도의 이산화 탄소가 흡입되었을 때 순환계에 이상을 일으켜 혼수상태 또는 사망에 이르게 할 수 있다. 다량의 이산화 탄소에 노출되었을 경우 질식이 일어날 수 있다. 낮은 농도의 이산화 탄소는 호흡의 증가와 두통을 일으킬 수 있다. 산소부족으로 인한 숨 가쁨, 정신적 경계심의 감소, 근육 조정의 손상, 판단력 상실, 감각의 무뎌짐, 정신적 불안정, 피로를 일으킬 수 있다. 질식의 과정으로 구역질, 구토, 피로, 의식 상실 등이 일어날 수 있으며 심할 경우 발작, 혼수상태, 사망에까지 이를 수 있다. 임산부에게서의 그래서.

## 성질

### 물리적 특성

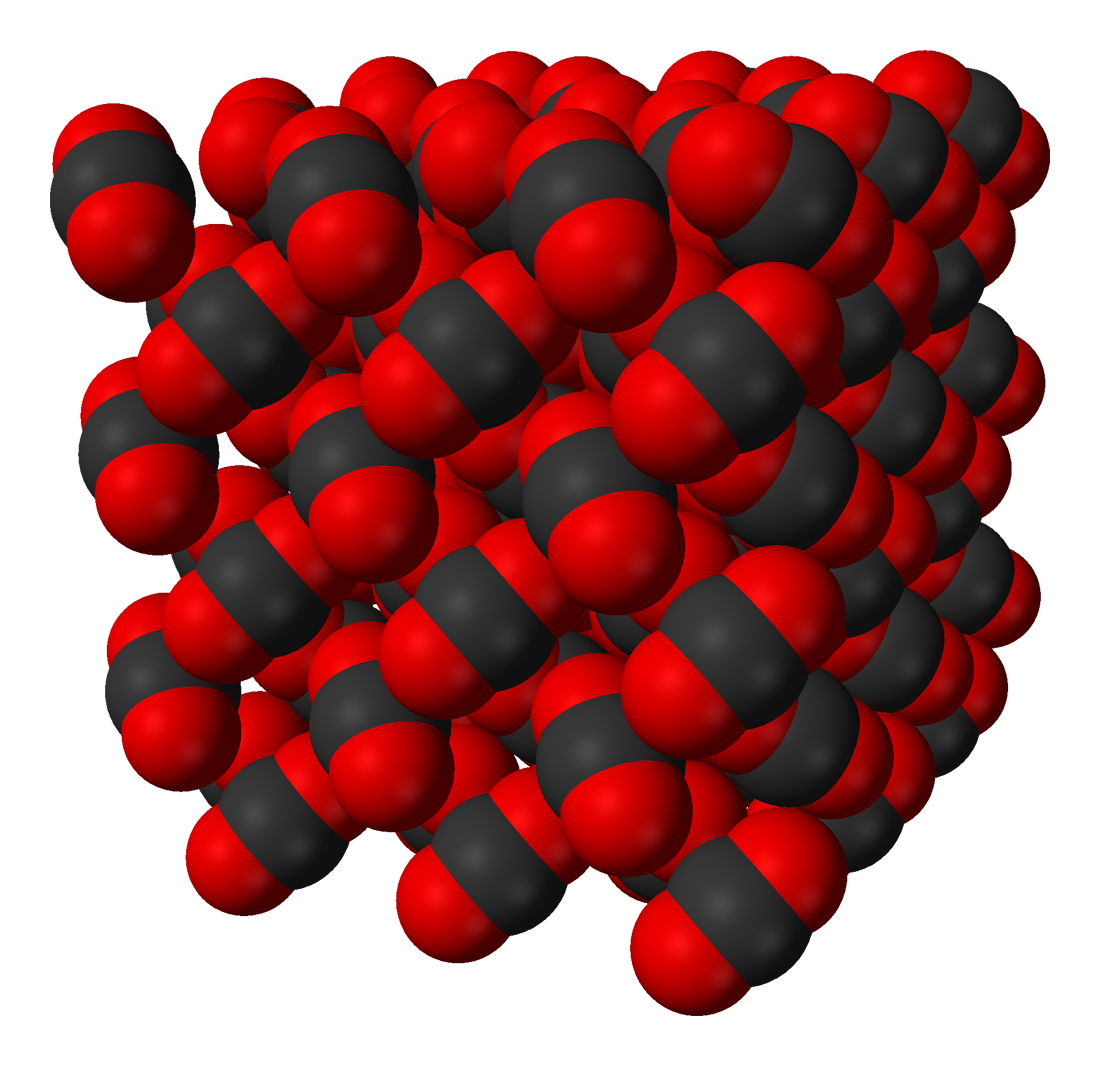
이산화 탄소 결정

상온에서 무색 기체로 존재한다. 약간 신 맛이 있다. 밀도는 0 °C, 1atm에서 1.976g/L이다. 삼중점은 -56.6 °C/5.11atm으로 상온 상압에서 승화하며, 승화점은 -78.50 °C이다. 임계 온도는 31.1 °C이며, 임계 압력은 73.80atm이다.
분압이 1atm일 때, 1부피의 물에 녹는 이산화 탄소의 상대적인 부피는 다음과 같다.
| 온도 | 0 °C  | 10 °C | 20 °C | 50 °C |
| ---- | ----- | ----- | ----- | ----- |
| 부피 | 1.713 | 1.194 | 0.878 | 0.43  |
에탄올에는 물에 비해서 약 2배정도로 녹고, 카복실산 또는 그 무수물에는 물의 약 20배 정도 녹을 수 있다. 에테르, 벤젠 과는 잘 섞이지만 그 외의 많은 유기 화합물과는 잘 섞이지 않는다.
분자의 형태는 직선형이며, 탄소 원자와 산소 원자간의 결합 길이는 1.62Å이다. 고체는 분자성 결정의 형태로 존재한다.

### 화학적 특성
이산화 탄소는 화학적으로 활성이 낮은 기체이다. 이산화 탄소가 관여하는 대표적인 반응은 다음과 같다.
- 물에 녹아 약한 산성을 띠는 탄산을 생성한다. 1atm의 이산화 탄소에 수용액이 접해있을 경우의 pH는 3.7이다.
- 고압의 조건에서 포화 수용액을 냉각하면 수화물 CO2·8 H2O가 생성된다.
- 고온에서는 가역적으로 일산화 탄소와 산소로 분리된다.
- 수소와 가역적으로 반응하여 일산화 탄소와 물을 생성한다. 적당한 조건과 촉매를 갖추고 있을 경우 메테인, 폼산, 메탄올을 생성하는 경우도 있다.
- 알칼리 금속이나 알칼리 토금속과 반응하면 환원되어 탄소와 포름산염을 생성할 수 있다. 아연, 철과 같은 다른 금속과도 반응하여 일산화 탄소를 생성하는 경우가 많다.
- 황화 수소와 함께 가열된 금속관을 통과하면 일산화 탄소와 황을 생성한다. 사염화 탄소와 통과할 경우 포스젠을 생성한다.
- 많은 금속 산화물이나 수산화물과 반응하여 탄산염을 생성한다. 특히 수산화 칼슘과 반응하면 다음과 같은 반응이 진행된다.

Ca(OH)2 + CO2 → CaCO3 + H2O
CaCO3 + H2O + CO2 ⇄ Ca(HCO3)2
탄산 칼슘은 물에 잘 녹지 않지만, 탄산 수소 칼슘은 물에 녹는다. 따라서 이산화 탄소의 분압이 높아지면 위의 두 반응 중 두 번째 반응의 평형이 생성물 쪽으로 이동한다. 그 결과 탄산 칼슘이 반응을 일으켜 탄산 수소 칼슘이 되어 물에 녹게 된다. 반대로 이산화 탄소의 분압이 낮아지면 평형은 반응물 쪽으로 이동하고 다시 탄산 칼슘이 석출된다. 이 반응은 석회동굴의 생성과 관련되어 있다.
이산화 탄소는 무극성 분자이다.

## 생산
실험적으로 이산화 탄소는 석회암에 염산을 반응시켜 얻을 수 있다.
CaCO3+2HCl → CaCl2+H2O+CO2
공업적으로 이산화 탄소는 주로 다음과 같이 얻을 수 있다.
- 탄소를 포함하는 화합물을 연소시킬 때 얻을 수 있다.
- 대기 중에 존재하는 분량을 채취하여 얻을 수 있다.
- 알코올 발효 등 각종 발효 과정에서 발생하는 분량을 채취하여 얻을 수 있다.
- 석회암을 가열하여 생석회로 만드는 과정에서 부산물로 얻을 수 있다.

### 정제법
공업적으로 이산화 탄소를 정제하는 데에는 주로 다음과 같은 반응을 이용한다.
Na2CO3 + H2O + CO2 ⇄ 2 NaHCO3
K2CO3 + H2O + CO2 ⇄ 2 KHCO3
2HOC2H4NH2 + H2O + CO2 ⇄ (HOC2H4NH3)2CO3
위 반응들은 공통적으로 저온에서는 평형이 왼쪽으로 이동하고, 고온에서는 평형이 오른쪽으로 이동한다. 따라서 위 반응의 반응물이 포함된 수용액과 이산화 탄소를 반응시켜 이산화 탄소를 흡수한 후 이를 가열하면 다시 이산화 탄소가 발생한다. 이 성질을 이용하여 이산화 탄소를 정제할 수 있다.

## 용도
이산화 탄소는 다음과 같은 용도로 사용된다.
- 고체 이산화 탄소인 드라이아이스는 냉각제로 사용된다.
- 이산화 탄소는 소화기에 사용된다. 특히 물을 사용하기가 곤란한 전기로 인한 화재를 진압할 때 효과적이다.
- 붕산 원료이기도 하다.
- 원유를 채취할 때 채취양을 늘릴 목적으로 초임계상태의 이산화 탄소를 사용하기도 한다.
- 다른 화합물 합성의 원료로 사용된다.
- 전기 용접의 불활성 기체로 사용된다.
- 액체 상태의 이산화 탄소는 용매로도 사용된다.
- 제철소, 철 구조물, 알루미늄, 자동차, 철도차량 용접에 사용된다.
- 용수 및 폐수 처리에 사용된다.
- 펄프 및 제지공장에 사용된다.
- 로켓, 잠수함의 추진제로 사용된다.

## 온실 효과

하와이의 마우나 로아에서 측정한 이산화 탄소 농도

이산화 탄소는 온실기체로 작용하여, 지구복사를 통하여 우주공간으로 나가는 에너지 중 일부를 다시 지구로 되돌린다. 이러한 이산화 탄소의 성질은 지구의 에너지 평형을 깨트려서, 지구온난화의 원인으로 작용한다. 이산화 탄소는 화석연료와 같은 탄소를 포함한 물질을 완전 연소시킬 경우 생성되는데, 최근 화석연료의 사용이 크게 늘면서 이산화 탄소의 배출량도 증가하여 대기중의 이산화 탄소 농도가 증가하였고 이는 지구온난화를 더욱 심화시키는 요인으로 작용하고 있다.
또한 2006년 당시, 자동차에서 배출되는 이산화탄소는 저녁 시간대에 지면으로 내려앉는다는 도시전설이 있었지만 이는 사실이 아닌 것으로 확인되었다. 만약 이산화탄소가 저녁 시간대에 지면으로 가라앉는다면 케로신(등유)으로 인한 대기 오염 또한 존재하지 않는다. 그러나 현재까지도 지구온난화를 부정하는 학계에서 이 주제는 주로 언급되고 있다.

## 생체 내에서의 작용

### 순환
이산화 탄소는 세포호흡의 부산물이기도 하다. 발생한 이산화 탄소는 순환계를 통하여 폐로 이동하여 체외로 방출된다. 이산화 탄소가 순환계를 통하여 세포로부터 폐로 이동하는 방법은 다음과 같이 세 가지 방법이 있다.
- 혈장에 녹아서 이동한다. 약 7%의 이산화 탄소가 이 방법을 사용하여 이동된다.
- 적혈구의 헤모글로빈에 결합하여 이동한다. 약 23%의 이산화 탄소가 이 방법을 통해 이동된다.
- 탄산 수소 이온의 형태로 이동한다. 약 70%의 이산화 탄소가 이 경로로 이동된다.

탄산 수소 이온의 형태로 이동할 경우. 조직 근처의 혈관에서 이산화 탄소 분자는 적혈구 내의 탄산탈수효소에 의해서 물 분자와 반응하여 탄산을 형성한다. 탄산은 곧 탄산 수소 이온과 수소 이온으로 해리되어 수소 이온은 헤모글로빈에 결합하고 탄산 수소 이온은 혈장으로 방출된다. 폐 주위의 혈관에서 탄산 수소 이온은 반대 과정을 거쳐 이산화 탄소가 되고, 이것은 폐를 통하여 몸 밖으로 방출된다.
적혈구의 헤모글로빈은 혈액의 pH가 떨어지면 산소와의 친화력 역시 감소하는데, 이를 보어 효과라 한다. 물질대사가 활발한 조직에서는 이산화 탄소의 생성량이 증가하며, 그 결과 주위 혈액의 이산화 탄소 분압은 증가한다. 이산화 탄소는 물과 결합하여 탄산을 생성하므로, 이는 혈액의 pH를 떨어트린다. 따라서 헤모글로빈에서 산소가 방출되고, 방출된 산소는 세포호흡에 사용된다.

### 광합성
식물은 광합성 과정에서 이산화 탄소를 흡수하여 이를 탄수화물의 형태로 만든다. 식물에 의해 흡수된 이산화 탄소는 캘빈회로로 들어가고, 루비스코에 의해 리불로스-1,5-이인산(RuBP)에 결합한다. 이는 여러 반응을 거쳐 글리세르알데하이드-3-인산(G3P)이 되고, 이것이 이후 포도당 또는 다른 탄수화물의 형태로 바뀌게 된다. 한 분자의 G3P를 만들기 위해서는 세 분자의 이산화 탄소가 필요하다.

### 독성
고농도의 이산화 탄소는 신체에 치명적일 수 있다. 부피 백분율로 0.6~2.5%의 이산화 탄소는 나른함을 일으킨다. 하지만 2.5%까지는 안전한 농도이다. 이 농도까지는 나른함은 일으키지만 오랜 시간 있어도 안전하며, 오랜 시간 노출되었다가 일반적 환경으로 나올 시에는 즉시 회복된다. 즉 2.5%까지는 즉시 회복이 가능하다. 3%가 넘어가면 호흡이 커지게 되며 어지럼증을 일으킨다. 3~4%사이에 오랜 시간 노출되었을 경우에는 후유증은 좀 오래가지만 시간은 걸리더라도 완전 회복이 가능하다.
하지만 4%가 넘어가면 상황이 달라진다. 4%가 넘으면 두통, 매스꺼움, 구토 등을 일으키게 되며 이 농도에 계속 노출시에는 장해가 생성된다. 왜냐하면 사람이 숨을 쉴때 내뱉는 이산화탄소의 농도는 4%인데 이 농도를 넘어섰기 때문이다. 따라서 순환이 잘 되지 않으며, 이러한 현상 때문에 4%가 넘어가면 이산화탄소의 독성 효과가 갑자기 크게 나타난다. 오랜 시간 4~5%에 노출시에는 폐 장해가 형성되며 기억력 감퇴, 시력 감퇴까지 나타날 수 있으며, 운동 능력 감퇴도 나타난다. 오랜 시간 노출시에는 이러한 현상이 회복되지 않는 장애 현상이 나타난다. 5%가 넘어가면 방안의 촛불이 저절로 꺼진다. 6%에서는 공기가 부족한 고고도 환경에서나 일어나는 급격한 호흡수 증가 현상이 나타난다. 1~3시간 노출되면 장애 현상이 나타나므로 30분 내로 탈출해야 한다. 매우 오랜 시간 동안 이 농도에 노출되면 사망하게 된다.
8%가 넘어가면 운동 능력이 현저히 저하되며, 3분의 노출만으로 달리기가 불가능해진다. 이 농도에서는 20분 내로 움직이는 것이 불가능해지으므로, 적어도 10분 내로 탈출해야 한다. 8%에서 농도에서 오랜 시간 넘어가면 사망에 이르게 된다.
11%가 넘어가면 움직이는 것이 어려워진다. 2분 안에 움직임이 불가능해지며, 5분 내로 기절하게 되므로 적어도 1분 내로 이 농도에서 탈출해야 한다. 30분~1시간내로 사망하게 되며 구토로 인한 기도 막힘으로 조기 사망도 할 수 있다.
13%의 농도에서는 짧은 시간내에 움직이는 것이 불가능해진다. 30초안에 탈출하지 못한다면, 움직임이 불가능해지기 때문에 1분안에 즉시 기절하며, 호흡 자체가 의미가 없어진다. 8분 내로 사망하게 된다.
15%의 농도에서는 즉시 기절하게 된다. 즉 물속에 있는 거나 마찬가지이며 2~5분 내로 사망하게 된다.
17%가 넘어가면 고농도 이산화탄소의 흡입으로 인한 중독으로 즉시 기절하게 되며 1분내로 사망한다. 고농도 이산화탄소가 폐가 쌓여 즉각적으로 영향을 주므로 호흡 순간 즉시 기절하며 40초~1분 내로 사망하게 된다.
지구 대기

## 역사
1727년에 뉴턴적 고찰을 생리학과 화학에 도입하려고 노력한 영국 국교회 목사 스티븐 헤일즈는 유기 물질을 태울 때 특정한 기체가 나오는 것을 발견하고, 어떤 공기가 많은 유기 물질과 특정한 알칼리 토류에 고정될 수 있다는 것을 증명하였다. 이것은 이산화 탄소였다. 그러나 이 기체는 조지프 블랙이 1755년에 에든버러 철학학회에 보고하고 다음 해에 산화마그네슘, 석회, 그 밖의 다른 알칼리 물질에 관한 실험으로 발표하기까지, 특정 화학종으로서 확인되지 않았다.
이후 조셉 블랙은 마그네슘을 통해 ‘고정 공기’라는 개념을 정립하였다. 당시는 알칼리성 물질이 부식성을 띠는 까닭을 플로지스톤설을 통해서 설명하였다. 즉, 산화 칼슘에 약염기에 탄산 나트륨 또는 탄산 칼륨을 작용시키면 플로지스톤이 발생한다고 생각하였다. 블랙은 실험을 통해서 이 과정에서 산화 칼슘의 질량이 감소한다는 사실을 알 수 있었고, 이는 반응 결과 기체가 발생하였기 때문이라는 것을 알아냈다. 그는 이 기체를 '고정된 공기'(fixed air)라고 불렀고, 이것이 곧 이산화 탄소이다. 또한 그는 석회암에서 추출한 탄산 마그네슘을 가열하면 이산화 탄소가 발생함으로 인해서 질량이 감소한다는 사실도 알아냈다. 그리고 약염기성의 탄산염이 이산화 탄소를 방출할 경우 강염기성이 되고, 이것이 다시 이산화 탄소를 흡수할 경우 약염기성으로 되돌아간다는 사실도 발견하였다.
또한 고정 공기가 대기 공기나 인간의 호흡 속에 함유되는 것, 석회수에 흡수되어 백탁 현상을 일으키는 것, 가성 알칼리를 고정하여 온화 알칼리를 만드는 것 등이 블랙에 의해 밝혀졌다.
기체과학에서는 블랙에 뒤이어 캐번디시가 이 기체의 비중, 용해도 기타에 대해 자세한 연구를 하였다.

## 같이 보기
- 지구 대기 중의 이산화 탄소
- 이산화 탄소 배출량에 따른 나라 목록
- 지구 온난화
- 드라이아이스
- 온실 기체
- 탄소의 순환
- 일산화 탄소